# Ângelo Gabriel
Ângelo Gabriel Borges Damaceno, mais conhecido como Ângelo Gabriel ou Ângelo (Brasília, 21 de dezembro de 2004), é um futebolista brasileiro que atua como ponta-direita e meia-direita. Atualmente joga na equipa Al-Nassr.

## Carreira

### Início
Nascido em Brasília, Distrito Federal, Ângelo foi criado na região de Samambaia. Ângelo Gabriel foi descoberto por olheiros na escolinha Menino da Vila DF. Começou a levar o futebol a sério em 2012, aos oito anos, nos gramados da Celacap, o clube da Novacap, no SIA. Devido às suas habilidades, foi sondado pelo Palmeiras, Desportivo Brasil, Athletico Paranaense e Cruzeiro.

### Santos
Ângelo ingressou nas categorias de base do Santos em 2015, aos dez anos. Em julho de 2020, com apenas 15 anos, ele começou a aparecer pela equipe sub-20, sendo posteriormente promovido ao time principal em outubro pelo então técnico Cuca. Em 23 de outubro de 2020, Ângelo fechou um pré-contrato profissional com o Santos, com vigência a partir de seu 16º aniversário.

#### 2020
Ele fez sua estreia profissional em 25 de outubro de 2020, entrando como substituto no segundo tempo para Lucas Braga em uma derrota por 3 a 1 fora de casa contra o Fluminense, pela Série A de 2020; com 15 anos, 10 meses e 4 dias, ele se tornou o segundo jogador mais jovem de todos os tempos a estrear pelo Santos, atrás apenas de Coutinho, e superou Pelé por 11 dias.
Sendo sondado por clubes da Europa e do mundo inteiro, ao completar 16 anos de idade, em 21 de dezembro de 2020, Ângelo assinou o seu primeiro contrato profissional com o Santos. Com o acordo válido até 2023, com opção de mais duas temporadas. O Peixe havia feito um pré-contrato com Ângelo e esperava os 16 anos, idade mínima para vínculos profissionais.
Encerrou sua primeira temporada como profissional com apenas nove jogos, sendo titular só na derrota para o Bahia por 2 a 0, na última rodada do Brasileirão daquele ano.

#### 2021
Ângelo fez sua estreia em uma competição continental em 9 de março de 2021, começando em uma vitória em casa por 2 a 1 sobre o Deportivo Lara, pela Copa Libertadores da América de 2021; aos 16 anos, 2 meses e 16 dias, tornou-se o jogador do Santos mais jovem a disputar a competição, ultrapassando Rodrygo.
Seu primeiro gol aconteceu em 6 de abril de 2021, marcando o último gol do Santos em uma vitória fora de casa por 3 a 1 contra o San Lorenzo, pela Copa Libertadores da América de 2021. Ainda por cima, sendo o jogador mais jovem a marcar em uma Libertadores, aos 16 anos, 4 meses e 16 dias. Superando Juan Carlos Cárdenas, do Racing, que havia marcado com 16 anos, 7 meses e 2 dias. No dia 10 de dezembro, após entrar regularmente pela equipe, o Santos renovou seu contrato até dezembro de 2024.
Em 2021, Ângelo ganhou mais espaço, contudo ainda como reserva. Foram 42 partidas e o primeiro gol marcado com a camisa do Santos.

#### 2022

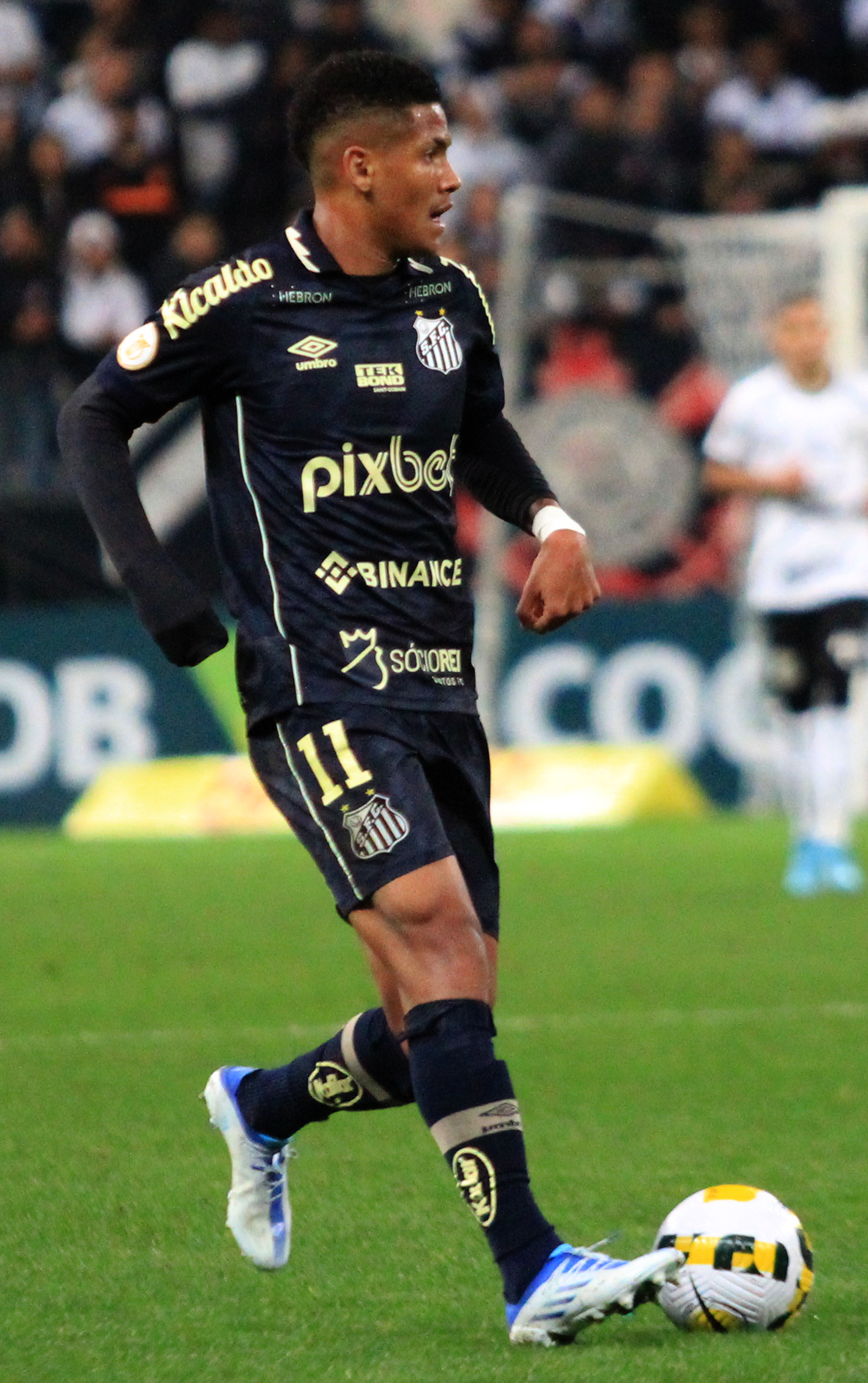
Ângelo atuando pelo em 2022

Em competições nacionais, o primeiro gol de Ângelo em uma Copa do Brasil aconteceu em 23 de fevereiro de 2022, em uma vitória fora de casa por 3 a 0 sobre o Salgueiro, pela Copa do Brasil de 2022. Depois, o primeiro gol em um Campeonato Brasileiro aconteceu em 17 de outubro, em uma vitória fora de casa por 2 a 0 sobre o Red Bull Bragantino, pelo Campeonato Brasileiro de 2022.
Ganhou maior destaque dentro do Santos na temporada 2022. Então com 17 anos, ele ganhou a vaga de Marinho, que se transferiu para o Flamengo. Além da posição no time titular, Ângelo ainda recebeu a camisa 11, que pertencia ao ex-companheiro. Ele fez apresentações irregulares devido a troca constantes de técnicos no Peixe, além de sofrer com a questão física. Duas lesões na coxa direita e um entorse no tornozelo esquerdo também atrapalharam. Assim encerrou a temporada com 46 partidas, com oito assistências e apenas 2 gols.

#### 2023
Durante o empate entre São Bernardo e Santos em 22 de janeiro de 2023, no estádio 1º de Maio, em São Bernardo do Campo, Ângelo completou 100 jogos com a camisa do Peixe. Ângelo atingiu a marca após dois anos e três meses atuando pelo time profissional.

### Chelsea

#### 2023-24
Em 29 de junho de 2023, foi oficializada a venda de Ângelo para o Chelsea por 15 milhões de euros (Equivalente a 92 milhões de reais) assinando um contrato até o ano de 2029. Dias depois, o anúncio da transferência de Ângelo aconteceu apenas no dia 16 de julho.Em 19 de julho, Ângelo estreou pelo Chelsea na vitória dos Blues sobre o Wrexham, por 5 a 0, em amistoso válido pela FC Series.

## Seleção Brasileira
Ângelo representou a Seleção Brasileira Sub-15 em 2019, estreando na vitória por 4 a 0 sobre o Uruguai em 27 de setembro e participando do Campeonato Sul-Americano Sub-15 de 2019 em novembro.

### Seleção Brasileira Sub-17
Em 6 de março de 2020, Ângelo foi convocado com a equipe sub-16 para o Torneio Montaigu do mesmo ano, mas a competição foi posteriormente suspensa devido à pandemia de COVID-19. Em outubro, ele foi convocado à Seleção Brasileira Sub-17 para treinar no mês seguinte, mas testou positivo para COVID-19 durante esse período.

### Seleção Brasileira Sub-20
O técnico da Seleção Masculina Sub-20, Ramon Menezes, convocou em de dezembro de 2022, 23 jogadores para para a disputa do Campeonato Sul-Americano Sub-20 2023. Contudo, o Santos comunicou formalmente a CBF de que não cederia o atleta visto que o Sul-Americano, embora seja uma competição oficial da CONMEBOL, não está contemplado nas datas-FIFA.

## Estatísticas
Atualizado até 8 de novembro de 2024.

### Clubes
| Equipe            | Temporada         | Campeonato nacional | Campeonato nacional | Campeonato nacional | Copa nacional[a] | Copa nacional[a] | Copa nacional[a] | Competições continentais[b] | Competições continentais[b] | Competições continentais[b] | Outros torneios[c] | Outros torneios[c] | Outros torneios[c] | Total | Total | Total   |
| Equipe            | Temporada         | Jogos               | Gols                | Assist.             | Jogos            | Gols             | Assist.          | Jogos                       | Gols                        | Assist.                     | Jogos              | Gols               | Assist.            | Jogos | Gols  | Assist. |
| ----------------- | ----------------- | ------------------- | ------------------- | ------------------- | ---------------- | ---------------- | ---------------- | --------------------------- | --------------------------- | --------------------------- | ------------------ | ------------------ | ------------------ | ----- | ----- | ------- |
| Santos            | 2020              | 9                   | 0                   | 0                   | 0                | 0                | 0                | 0                           | 0                           | 0                           | —                  | —                  | —                  | 9     | 0     | 0       |
| Santos            | 2021              | 19                  | 0                   | 0                   | 5                | 0                | 0                | 9                           | 1                           | 0                           | 9                  | 0                  | 1                  | 42    | 1     | 1       |
| Santos            | 2022              | 27                  | 1                   | 7                   | 5                | 1                | 0                | 4                           | 0                           | 0                           | 10                 | 0                  | 1                  | 46    | 2     | 8       |
| Santos            | 2023              | 12                  | 2                   | 2                   | 6                | 0                | 1                | 5                           | 0                           | 0                           | 9                  | 0                  | 0                  | 32    | 2     | 2       |
| Santos            | Total             | 67                  | 3                   | 9                   | 16               | 1                | 1                | 18                          | 1                           | 0                           | 28                 | 0                  | 2                  | 129   | 5     | 11      |
| Chelsea           | 2023–24           | 0                   | 0                   | 0                   | 0                | 0                | 0                | —                           | —                           | —                           | —                  | —                  | —                  | 0     | 0     | 0       |
| Chelsea           | Total             | 0                   | 0                   | 0                   | 0                | 0                | 0                | 0                           | 0                           | 0                           | 0                  | 0                  | 0                  | 0     | 0     | 0       |
| Total na carreira | Total na carreira | 67                  | 3                   | 9                   | 16               | 1                | 1                | 18                          | 1                           | 0                           | 28                 | 0                  | 2                  | 129   | 5     | 11      |

- a. ^ Jogos da Copa do Brasil e da Copa da França
- b. ^ Jogos da Copa Libertadores da América e Copa Sul-Americana
- c. ^ Jogos do Campeonato Paulista

## Títulos

### Seleção nacional
Brasil Sub-15
- Campeonato Sul-Americano Sub-15: 2019[41]

### Prêmios individuais
- 60 jovens promessas do futebol mundial de 2021 (The Guardian)[48]

### Recordes
- Jogador mais jovem a jogar uma Copa Libertadores da América pelo Santos (16 anos, 2 meses e 16 dias)[16]
- Jogador mais jovem a marcar pela Copa Libertadores da América (16 anos, 4 meses e 16 dias)[1][20][21]